# Tonga nos Jogos Olímpicos de Verão de 2020
Tonga competiu nos Jogos Olímpicos de Verão de 2020 em Tóquio. Originalmente programados para ocorrerem de 24 de julho a 9 de agosto de 2020, os Jogos foram adiados para 23 de julho a 8 de agosto de 2021, por causa da pandemia COVID-19. Foi a décima participação consecutiva da nação nas Olimpíadas.

## Competidores
Abaixo está a lista do número de competidores nos Jogos.
| Esporte        | Masculino | Feminino | Total |
| -------------- | --------- | -------- | ----- |
| Atletismo      | 1         | 0        | 1     |
| Halterofilismo | 0         | 1        | 1     |
| Natação        | 1         | 1        | 1     |
| Taekwondo      | 1         | 1        | 2     |
| Total          | 3         | 3        | 6     |

## Atletismo
Tonga recebeu uma vaga de Universalidade da IAAF para enviar um atleta às Olimpíadas.
- Nota– As posições para os eventos de pista são em relação à bateria do atleta
- Q = Qualificado para a próxima fase
- q = Qualificado para a próxima fase como o perdedor mais rápido ou, em eventos de campo, pela posição sem atingir o alvo para qualificação
- NR = Recorde nacional
- N/A = Fase não aplicável para o evento
- Bye = Atleta não precisou disputar aquela fase

Eventos de pista e estrada
| Atleta          | Evento          | Eliminatória | Eliminatória | Quartas-de-final | Quartas-de-final | Semifinal   | Semifinal   | Final       | Final       |
| Atleta          | Evento          | Resultado    | Posição      | Resultado        | Posição          | Resultado   | Posição     | Resultado   | Posição     |
| --------------- | --------------- | ------------ | ------------ | ---------------- | ---------------- | ----------- | ----------- | ----------- | ----------- |
| Ronald Fotofili | 100 m masculino | 11.19 SB     | 8ª           | Não avançou      | Não avançou      | Não avançou | Não avançou | Não avançou | Não avançou |

## Halterofilismo
Tonga recebeu uma vaga da Comissão Tripartite da International Weightlifting Federation.
| Atleta          | Evento          | Arranque  | Arranque | Arremesso | Arremesso | Total | Posição |
| Atleta          | Evento          | Resultado | Posição  | Resultado | Posição   | Total | Posição |
| --------------- | --------------- | --------- | -------- | --------- | --------- | ----- | ------- |
| Kuinini Manumua | +87 kg feminino | 103       | 8ª       | 125       | 9ª        | 228   | 8ª      |

## Natação
Tonga qualificou dois nadadores em dois eventos.
| Atleta      | Evento                | Eliminatória | Eliminatória | Semifinal   | Semifinal   | Final       | Final       |
| Atleta      | Evento                | Tempo        | Posição      | Tempo       | Posição     | Tempo       | Posição     |
| ----------- | --------------------- | ------------ | ------------ | ----------- | ----------- | ----------- | ----------- |
| Amini Fonua | 100 m peito masculino | DSQ          | DSQ          | Não avançou | Não avançou | Não avançou | Não avançou |
| Noelani Day | 50 m livre feminino   | 29.06        | 63ª          | Não avançou | Não avançou | Não avançou | Não avançou |

## Taekwondo
Tonga inscreveu dois atletas para a competição do Taekwondo nos Jogos. O atleta olímpico do Rio 2016 Pita Taufatofua (+80 kg masculino) e Malia Paseka (67 kg feminino) garantiram vagas com uma vitória cada em suas respectivas categorias de peso no Torneio de Qualificação Olímpica da Oceania de 2020 em Gold Coast, Austrália.
| Atleta          | Evento           | Oitavas-de-final     | Quartas-de-final     | Semifinais           | Repescagem           | Final / BM           | Final / BM |
| Atleta          | Evento           | Adversário Resultado | Adversário Resultado | Adversário Resultado | Adversário Resultado | Adversário Resultado | Posição    |
| --------------- | ---------------- | -------------------- | -------------------- | -------------------- | -------------------- | -------------------- | ---------- |
| Pita Taufatofua | +80 kg masculino | ROC Larin D 3–24     | Não avançou          | Não avançou          | SLO Trajkovič D 1–22 | Não avançou          | 7ª         |
| Malia Paseka    | −67 kg feminino  | GBR Williams D RSC   | Não avançou          | Não avançou          | EGY Malak D 0–19     | Não avançou          | 7ª         |